# Turkiet i olympiska sommarspelen 1908
Turkiet deltog i de olympiska sommarspelen 1908 i London med en deltagare, Aleko Moullos, som tävlade i gymnastik.